# The Return of Chef
The Return of Chef är det första avsnittet i den tionde säsongen av den animerade TV-serien South Park. Det sändes ursprungligen den 22 mars 2006 på Comedy Central.

## Handling
Avsnittet kretsar kring Chef, som återvänder till South Park efter att ha tillbringat tid med en mystisk grupp kallad "The Super Adventure Club". Stan, Kyle, Cartman och Kenny märker dock att Chef beter sig märkligt och talar på ett onaturligt sätt. De upptäcker snart att klubben har hjärntvättat honom och försöker rädda honom från dess inflytande.
När pojkarna försöker få tillbaka Chef till sitt gamla jag, visar det sig att klubben har en mörk agenda. Trots deras ansträngningar väljer Chef att återvända till klubben, men han möter ett tragiskt öde när han faller från en bro och blir dödad av en rad brutala händelser. Slutligen återuppväcks han av klubben i en Darth Vader-liknande form.

## Bakgrund
Avsnittet skrevs som en satirisk kommentar till Isaac Hayes, som lämnade serien efter att ha kritiserat dess skildring av Scientologi i avsnittet Trapped in the Closet. Skaparna Trey Parker och Matt Stone använde gamla röstklipp av Hayes för att skapa Chefs dialog.

## Mottagande
Avsnittet mottogs väl av kritiker och fans, som uppskattade dess satir och mörka humor. Det betraktas som ett av de mest kontroversiella avsnitten i South Parks historia.